# Marcajirca
Marcajirca o Marca Jirca (posiblemente en escritura quechua ancashino Marka Hirka: marka = pueblo; hirka = montaña, "pueblo en la montaña") es un sitio arqueológico del periodo denominado Intermedio Tardío con pinturas rupestres y tumbas de piedra (chullpas) ubicado en la montaña del mismo nombre en Perú.

## Ubicación
Está localizado en los distritos de Cajay y Masin, en la provincia de Huari en la región Áncash, a una altitud de 3580 metros (11 745 pies).  Marcajirca es también un buen mirador con vistas al valle del Puchca (Puchka) y a las ciudades de Huari (Wari) y Huachis (Wachis).

## Descripción
El sitio de Marcajirca cuenta con una zona residencial con 40 casas, una zona funeraria con 38 chullpas, ocho cuevas funerarias, un anfiteatro y un torreón. La investigación bioarqueológica realizada en los restos óseos en la Cueva 1 (8 adultos, 6 subadultos), Cueva 2 (50 adultos, 18 subadultos) y la Chullpa 3 (17 adultos, 12 subadultos), revelan evidencias de trepanaciones y remodelaciones craneanas.